# Damage (cómic)
Damage (español: Daño) es el nombre de dos personajes ficticios que aparecen en los cómics publicados por DC Comics.
La versión de Grant Emerson de Damage apareció por primera vez en un cómic del mismo nombre durante la crisis Hora Cero. Es hijo del Atom original, Al Pratt. El ha sido miembro de los Titanes, los Combatientes de la Libertad y la Sociedad de la Justicia de América.
La versión de Damage de Ethan Avery Jr. apareció más tarde en Damage (vol. 2) #1.

## Historial de publicación
La versión de Grant Emerson de Damage apareció por primera vez en Damage #1 y fue creada por Tom Joyner y Bill Marimon.
La versión de Damage de Ethan Avery Jr. apareció por primera vez en Damage (vol. 2) #1 y fue creada por Robert Venditti y Tony S. Daniel. Los críticos han observado una similitud entre el nuevo Damage y Hulk de Marvel Comics.

## Biografía ficticia

### Grant Emerson
El estudiante de secundaria Grant Emerson acababa de mudarse con sus padres a una nueva casa en los suburbios de Atlanta. Sus padres se mudaban a menudo debido a su trabajo para la Corporación Symbolix, y Grant generalmente se sentía como un extraño entre otros niños. En su nueva escuela, Grant descubre de repente que es un metahumano con una fuerza increíble y la capacidad de producir explosiones cuando arrasa accidentalmente toda su escuela.Durante el evento Hora Cero: Crisis en el tiempo, los poderes de Grant se convirtieron en la chispa que reinició el universo después de que Parallax lo destruyera; gracias a los poderes de Damage, el nuevo universo evolucionó siguiendo líneas naturales, guiado por la naturaleza en lugar de la voluntad de Parallax.
Una batalla entre superhéroes y supervillanos, en la que participan Barón Blitzkrieg, Iron Munro y otros, provoca graves daños en el centro de Atlanta. Damage es arrestado por su participación en el evento. Sin embargo, Sarge Steel puede llegar a un acuerdo por él: se le prohibiría la entrada a Georgia por el resto de su vida y se le enviaría a prisión preventiva al equipo Titanes, entonces patrocinado por el gobierno federal, dirigido por  Arsenal (antes compañero de Green Arrow, Speedy). En esta época, Damage lidia emocionalmente con el asesinato, a manos de un supervillano, de un compañero de escuela al que aprecia. Después de un tiempo, Damage deja a los Titanes para encontrar sus orígenes.
Damage se entera de que Vándalo Salvaje estuvo involucrado en un experimento en Symbolix llamado Proyecto: Telémaco, donde tomó muestras de ADN que había recolectado de varios superhéroes y las inyectó en un recipiente apropiado: Grant.Los héroes con los que Grant comparte ADN son la versión de Al Pratt de Atom, la versión de Jay Garrick de Flash, la versión de Alan Scott de Green Lantern, Wildcat, Hawkman, Hawkgirl, Hourman, la versión de Dinah Drake de Black Canary, Doctor Mid-Nite, Starman, Miss America, la versión de Johnny Chambers de Johnny Quick, la versión de Libby Lawrence de Liberty Belle, Detective Marciano, la versión de Barry Allen de Flash, Aquaman, la versión de Dinah Laurel Lance de Black Canary, la versión de Hal Jordan de Green Lantern y la versión de Ray Palmer de Atom. Symbolix se alió con Shadowspire a través del líder de Shadowspire, Barón Blitzkrieg. El Barón se convirtió en un enemigo recurrente en la serie en curso de Damage, comenzando con el número 3. Grant finalmente descubre que es hijo de Al Pratt, el Atom original, y su esposa Mary. Grant se ve obligado a pasar a la clandestinidad después de dejar los Titanes, ya que al hacerlo violó su libertad condicional.
Cuando los cinco Titanes originales reformaron el grupo,Arsenal nomina a Damage como miembro. Arsenal logró borrar los antecedentes penales de Grant, por lo que ya no era un fugitivo, y Grant se une al equipo. Grant participa en múltiples aventuras, incluido un enfrentamiento con demonios del Infierno en Day of Judgment # 1. Más tarde, Damage se enfrenta a algo que había enterrado durante mucho tiempo: había sido víctima de abuso a manos de su padre adoptivo. Después de abrirse a Roy Harper, Grant se toma una licencia y busca la paz y la curación en la reserva Navajo donde Roy fue criado cuando era niño hasta que se convirtió en el pupilo de Green Arrow.
El ayuda a la actual Sociedad de la Justicia de América contra Imperiex y el equipo villano de Obsidian, Eclipso y Mordru, ambas veces como parte de un moderno All-Star Squadron. Desde entonces se lo ha visto con un nuevo equipo de Combatientes de la Libertad patrocinado por el gobierno, cuyas actividades aún se desconocen. También tiene una especie de relación fraternal con Atom Smasher, el ahijado de su padre, el Atom original. Se pensaba que Grant tenía un hermano, Walter, que recientemente fue asesinado por la hija superhéroe de Walter, Manhunter, también conocida como Kate Spencer. Sin embargo, Walter es en realidad el hijo de Iron Munro y Phantom Lady, un extraño paralelo a la búsqueda de paternidad de Damage, ya que en un momento pareció que Grant podría ser el hijo de la pareja.
Varios miembros del equipo moderno Combatientes de la Libertad son asesinados por la Sociedad de la Injusticia en Infinite Crisis #1. Damage es uno de los sobrevivientes, aunque luego se revelaque su rostro fue severamente marcado por Zoom.
Damage aparece en la relanzada Justice Society of America lanzada en diciembre de 2006.El lleva una máscara completa y un traje similar al de su padre y Atom Smasher, con un símbolo de riesgo biológico. También tiene una actitud significativamente más brusca y cínica, en parte porque, como insinúa el villano Rebel, Zoom dejó a Damage gravemente marcado, pero vivo. Zoom luego se encuentra con la Sociedad de la Justicia, afirmando haber mutilado, pero no asesinado, al niño intencionalmente, para darle una tragedia definitoria, y la pelea conduce a Georgia. Damage salta al estado, a pesar de su prohibición de ingresar, alcanza a Zoom y lo retiene como rehén. Liberty Belle calma a Damage, pero Zoom escapa y le arroja escombros a la cara con la intención de matarlo. Liberty Belle entra rápidamente, salva a Damage y noquea a Zoom. Cuando la policía está lista para arrestar a Damage por violar su prohibición, la Sociedad de la Justicia lo defiende y es liberado, pero aún no se sabe si esta acción ha provocado que se levante la prohibición.Damage permaneció en el equipo, esencialmente en el lugar de Atom Smasher (Thunderbolt de Jakeem Thunder incluso lo ha llamado "Atom Smasher Two" en broma).
El rostro de Damage es curado más tarde por el renacido Gog.Esto es suficiente para restaurar su antigua personalidad alegre y extrovertida, empujándolo a intentar hacer contacto con Sonia Sato, la nueva Judomaster. Dado que ninguno de los dos puede entender el idioma hablado por el otro (Grant no sabe japonés, mientras que Judomaster no puede hablar o entender más que unas pocas palabras de inglés), su relación es difícil, pero la atracción continua está ahí (más tarde se da a entender que están "juntos" de alguna manera romántica).Cuando la JSA se entera de que Gog transformó a un grupo de personas que dañarían a otros en árboles y tiene la intención de evitar que Overkill castigue a los malvados, están divididos sobre el tema. Grant y Judomaster, entre otros, se ponen del lado de Gog y evitan que el resto de la JSA intente detenerlo.
Luego, Damage es enviado de regreso a Estados Unidos para predicar la voluntad de Gog a las masas, mostrando una devoción fanática al Dios Antiguo y una fuerte vena de vanidad por su apariencia mejorada, hasta el punto en que concluye que incluso Cyclone y Stargirl solo quieren hablar con él porque es guapo. Cuando la preocupada Stargirl es enviada a hablar con él y le pide que reconsidere sus sentimientos hacia Gog, él la ataca después de que ella lo acusa de esconderse detrás de la nueva "máscara" de su rostro curado en lugar de sus cicatrices originales. Atom Smasher derrota a Damage en combate y lo lleva a la casa de Al Pratt. Damage se vio impulsado a renunciar a Gog y aprender del ejemplo de Al Pratt, quien, a pesar de sufrir un enanismo límite -una desventaja de altura que fue motivo de burla en los primeros días de su membresía en la Sociedad de la Justicia original hasta que recibió sus poderes - llevaba un estilo de vida sencillo y tenía una existencia plena. En cambio, renuncia a Al Pratt, hace volar su casa y los registros de sus aventuras y afirma haber sido abandonado siempre por él, mientras que Gog estará siempre a su lado. Llamado por Magog, se reúne con Gog, pero allí le piden que se arrodille y le muestre su devoción (y espera que el resto de sus seguidores hagan lo mismo). Cuando algunos cuestionan esta petición, Gog se enoja, llegando incluso a amenazarlos.
El resto de la JSA llega, después de enterarse por Sandman de que Gog se está arraigando a la Tierra, y si permanece un día más, la Tierra morirá si alguna vez se va; esto los deja con la única opción de matar a Gog y separar su cabeza de la Tierra, que es la única forma de salvar el planeta. Los otros miembros de la Sociedad que siguen a Gog intentan protegerlo, hasta que lo ven intentar atacar a un miembro de la Sociedad. Todos los seguidores se unen a la lucha, y Gog los castiga a todos quitándoles sus bendiciones como amenazó, incluido el rostro restaurado de Damage, dejándolo inconsolable.En represalia, Damage desata una explosión de máxima potencia contra Gog, con poco efecto. Finalmente, Gog es destruido y la división en la Sociedad se cura. Después de la derrota de Gog, Damage, dolido por perder su rostro nuevamente, intenta alejar a Judomaster, solo para que ella lo bese, mostrándole que no importa cómo se ve; ella se siente atraída por él, no por su rostro.
Durante el evento "Blackest Night", la JSA fue atacada por sus miembros caídos, ahora reanimados como Black Lanterns. Damage fue salvado de Black Lantern Al Pratt por Atom, pero luego fue asesinado por Black Lantern Jean Loring. Su muerte y la posterior recolección de su corazón fue la última necesaria para provocar el ascenso de Nekron.Atom luego hizo un intento inútil de evitar que uno de los anillos de poder negro convirtiera el cadáver de Damage en un Black Lantern antes de que Loring use su propia tecnología para encogerlo a él, a Mera y a ella misma en el anillo de Damage completamente transformado.Mientras que los otros Black Lanterns continúan su asalto a la sede de la JSA,Damage afirma que ha conservado su personalidad y mente originales y que no está influenciado por Nekron y su Cuerpo. Si bien supuestamente se sacrifica para destruir a los otros Black Lanterns (Mister Terrific dice que las explosiones de Damage no necesariamente lo dañan y que probablemente todavía estaba "vivo") su sacrificio también le permite a Lois Lane de Tierra-2 reanimar a su esposo fallecido, con Mister Terrific diciendo que sabía que habían encontrado una manera de burlarlos, lo que implica que Damage era de hecho solo otra artimaña de los Black Lanterns.
Después de Blackest Night se celebra un funeral para Damage, al que asiste la JSA y con Judomaster haciendo el elogio fúnebre para Damage. Luego se revela que Damage, habiendo previsto su muerte por uno de los sueños proféticos de Sand, había escrito su último testamento para Judomaster, deseándole una vida mejor y revelando que había planeado, en un intento de darle una vida más feliz, hacerse una cirugía estética en su rostro lleno de cicatrices. Impulsada por su testamento, Sonia Sato decide financiar de forma anónima varios fondos de ayuda para las víctimas de daños colaterales causados por los poderes de Grant, dándole así un cierre y un legado.
En la secuela de "Watchmen", "Doomsday Clock", Damage apareció con la Sociedad de la Justicia de América cuando el Doctor Manhattan deshace el experimento que borró a la Sociedad de la Justicia de América y la Legión de Super-Héroes.
Durante la historia de "Dark Nights: Death Metal", Damage estaba con la Sociedad de la Justicia cuando se preparaban para la batalla final contra Perpetua y el Caballero Más Oscuro.
En "The New Golden Age", Damage luchó contra Reichsmark con la ayuda de un rejuvenecido Dan the Dyna-Mite. En un momento, Dan the Dyna-Mite le hizo un comentario a Damage sobre que quería tomar el nombre de TNT en algún momento de su vida.Mister Terrific menciona que Damage y Dan the Dyna-Mite están oficialmente asociados.

### Ethan Avery
DC presentó una nueva versión de Damage como parte de su promoción The New Age of DC Heroes en la forma del recluta del ejército estadounidense Ethan "Elvis" Avery Jr. Se convirtió en "un arma viviente de destrucción masiva" a través del Proyecto Damage, quien, a diario, se convierte en un monstruo descomunal durante una hora a la vez. Después de liberarse de su confinamiento después de una misión contra el Ejército Separatista Modorano, Damage se desató en Atlanta, Georgia, antes de esconderse.
Después de despertarse en un refugio para personas sin hogar, Avery vio las noticias sobre Damage y salió a calmarse. Su posición fue rastreada por Task Force XL (una variación del Escuadrón Suicida que consiste en Akando, Deadshot, Giganta, Harley Quinn, Parasite y Solomon Grundy), quienes tienen órdenes de capturarlo. Cuando Ethan intenta disuadirlos de atacar, Parasite fue el primero en atacar donde comienza a absorber su fuerza vital hasta que colapsa por absorber demasiada energía. Ethan de repente se transforma en Damage y ataca a Task Force XL. Después de derrotar fácilmente a Task Force XL, Damage fue confrontado por Wonder Woman, quien le aconseja a Task Force XL que se haga a un lado y la deje lidiar con Damage.
Wonder Woman lucha contra Damage y usa su lazo mágico contra él, donde se entera de que Damage es en realidad un hombre. Al liberarse, Damage arrojó a Wonder Woman contra un árbol y derrumbó un edificio para escapar cuando se acabó su límite de tiempo. Wonder Woman luego informa a la Liga de la Justicia sobre su pelea con Damage. Batman promete seguir investigando el origen de Damage. A la mañana siguiente, Ethan está en una cafetería donde ve las noticias sobre Damage. Ethan decide abandonar la ciudad.

## Poderes y habilidades
La versión Grant Emerson de Damage puede generar una carga de energía que mejora su fuerza, durabilidad, velocidad y reflejos a niveles sobrehumanos. Si no usa la energía de la manera antes mencionada, se ve obligado a gastarla en una descarga, sobre todo la vez que inició otro Big Bang durante Zero Hour (aunque solo obtuvo la energía necesaria para hacer esto gracias a otros héroes como Green Lantern, Ray y Waverider absorbiendo y convirtiendo la energía de Parallax en algo que luego podía procesar). El Damage envejecido en Young Justice: Sins of Youth tenía la capacidad de volar. Si bien el Damage actual aún no puede aprovechar esta habilidad, puede "saltar" disparando su energía al suelo, a veces viajando grandes distancias, como se muestra más recientemente en Justice Society of America # 8. En un momento de su serie en curso, se da a entender que potencialmente posee todos los poderes de los héroes cuyo ADN comparte. Hacia el final de su serie en curso, se muestra varias veces a un hombre de mediana edad con ropa inusual observando silenciosamente a Grant. Aunque la serie fue cancelada antes de que se pudiera abordar esta trama, se da a entender fuertemente que este hombre era una versión futura de Grant y se muestra que posee poderes, incluido el vuelo, que la versión actual de Damage no tiene.
La versión de Damage de Ethan Avery puede convertirse en un monstruo descomunal durante una hora. En esta forma, tiene una fuerza increíble que le permite saltar grandes distancias y rivalizar con la fuerza de Solomon Grundy y Wonder Woman. Damage tiene una durabilidad mejorada que lo hace resistente a cuchillas, balas, cohetes y caídas desde varios cientos de pies del aire. Además de su limitación de poder, un efecto secundario de sus habilidades es que Ethan desarrolló una personalidad dual que lucha por desencadenar su transformación.

## En otros medios
La encarnación de Ethan Avery de Damage aparece en Mis aventuras con Superman, con la voz de Jason Marnocha.Esta versión es un agente de la Task Force X cuyas habilidades se derivan de la tecnología kryptoniana.